# الحركة الوطنية النيجيرية

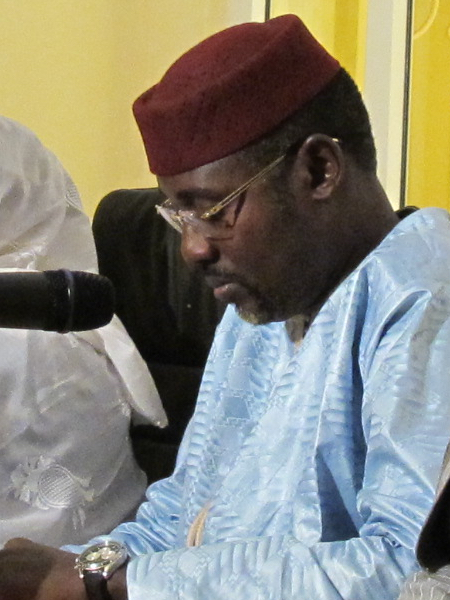
إبراهيم يعقوبة، في 2014م

الحركة الوطنية النيجيرية (بالفرنسية: Mouvement Patriotique Nigérien) هو حزب سياسي في النيجر.

## التاريخ
تم إطلاق الحزب في 8 نوفمبر 2015 من قبل الوزير السابق إبراهيم يعقوبة بعد طرده من حزب النيجر للديمقراطية والاشتراكية الحاكم.
كان يعقوبة هو مرشح الحزب للرئاسة في الانتخابات العامة لعام 2016، لكنه فشل في التقدم إلى الدور الثاني. ومع ذلك، فاز الحزب بخمسة مقاعد في الجمعية الوطنية.

## روابط خارجية
- الموقع الرسمي